# 30379 Molaro
30379 Molaro este o planetă minoră (asteroid), cu un diametru de 6,671 km, din centura de asteroizi. A fost descoperită pe 2 mai 2000 la Stația Anderson Mesa de Lowell Observatory Near-Earth-Object Search și a fost numită după Jamie Molaro⁠(d). 
Obiectul prezintă o orbită caracterizată de o semiaxă mare de 2,7909476 UAi, o excentricitate de 0,28, o înclinație de 17,23889 ° în raport cu ecliptica.